# Тайпале, Армас
Армас Тайпале (фин. Armas Taipale; 27 июля 1890 — 9 ноября 1976) — финский легкоатлет, олимпийский чемпион.
Армас Тайпале родился в 1890 году в Хельсинки (Великое княжество Финляндское в составе Российской империи). В 1912 году, на Олимпийских играх в Стокгольме, выступая за финскую команду, завоевал золотые медали в обычном метании диска и в метании диска правой и левой руками (в зачёт шёл лучший результат).
После обретения Финляндией независимости Армас Тайпале выступал уже за независимую Финляндию. В 1920 году на Олимпийских играх в Антверпене он завоевал серебряную медаль в метании диска, но в 1924 году на Олимпийских играх в Париже был уже лишь 12-м.